# Haematomis
Haematomis là một chi bướm đêm trong họ Erebidae.

## Các loài
- Haematomis mexicana  (Druce, 1885)
- Haematomis uniformis Schaus, 1899